# Antón Noriega Varela
Antonio Noriega Varela (Mondoñedo, 1869 - Viveiro, 1947) fou un escriptor i periodista gallec.
A part de la seva època d'escriptor agrarista en la revista anticaciquil Guau, guau, Noriega Varela va ser autor d'un únic poemari, «Montañesas» (1904), que va ser refent i ampliant mitjançant la inclusió de nous poemes fins a conformar «Do ermo» (1920). En aquest llibre hi ha tres tendències fonamentals: 
- Composicions costumistes, en la línia del segle xix.
- Poemes "franciscanistes", la seva aportació més original, on el jo del poeta apareix només, submergit enmig del paisatge en la recerca de l'estètica d'allò més senzill de la naturalesa. Poemes a una penya, a la rosada, a la flor del toix… Formalment aquests poemes imiten la poesia popular. La llengua usada és també la del poble pla.
- Sonets franciscanistes, que incideixen en la temàtica anterior però emmarcant-la dintre del motlle mètric del sonet i afegint-li pinzellades d'influència portuguesa. La llengua és, també, més culta i elevada, amb la introducció de cultismes d'origen portuguès. El poema "Toda humilde beleza" és potser el més representatiu d'aquesta tendència.

Antonio Noriega Varela va començar el camí d'una poesia, anomenada franciscanista, neovirgilianista o humanista paisatgista, que va tenir posteriors imitadors com Díaz Castro, Crecente Vega, Aquilino Iglesia Alvariño i, actualment, fins i tot Uxío Novoneyra. Se li va dedicar el Dia de les Lletres Gallegues de 1969. Va traduir Virgili al gallec.